# 阿佐谷南

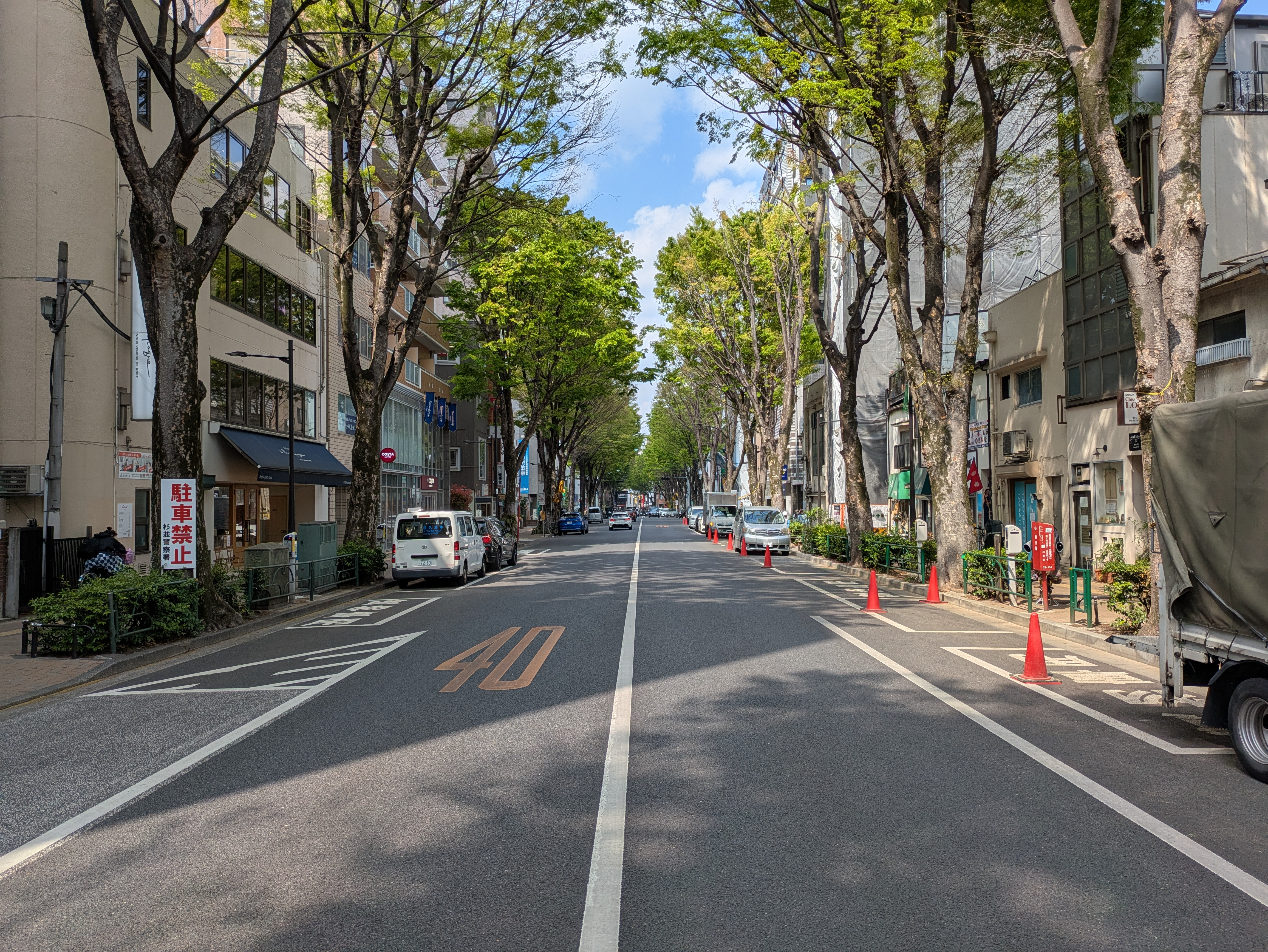
阿佐ヶ谷南 中杉通り

阿佐谷南（あさがやみなみ）は、東京都杉並区の地名である。現行行政地名は、阿佐谷南一丁目から三丁目で、住居表示実施済み区域。阿佐谷の一部である。

## 地理
北部はJR線の線路を境に阿佐谷北と高円寺北に接する。東部は高円寺南に接する。南部から西部は青梅街道を杉並区境に梅里・成田東・荻窪 にそれぞれ接する。

### 特色
当地域には北側にある阿佐ヶ谷駅と南側の青梅街道下にある南阿佐ケ谷駅があり、中杉通り沿いを中心に駅周辺中央線ガード下、アーケードのパールセンター商店街を中心とした商圏が広がってる。また、杉並区役所や杉並消防署等の公共施設も阿佐谷南に所在している。それ以外の地域は住宅街として整備されている。

### 地価
住宅地の地価は、2025年（令和7年）1月1日の公示地価によれば、阿佐谷南3-40-23の地点で67万4000円/m2となっている。

## 世帯数と人口
2025年（令和7年）3月1日現在（杉並区発表）の世帯数と人口は以下の通りである。
| 丁目           | 世帯数     | 人口     |
| -------------- | ---------- | -------- |
| 阿佐谷南一丁目 | 4,967世帯  | 7,856人  |
| 阿佐谷南二丁目 | 2,510世帯  | 3,658人  |
| 阿佐谷南三丁目 | 5,148世帯  | 7,804人  |
| 計             | 12,625世帯 | 19,318人 |

### 人口の変遷
国勢調査による人口の推移。
| 年                 | 人口   |
| ------------------ | ------ |
| 1995年（平成7年）  | 17,437 |
| 2000年（平成12年） | 17,364 |
| 2005年（平成17年） | 17,603 |
| 2010年（平成22年） | 18,156 |
| 2015年（平成27年） | 19,099 |
| 2020年（令和2年）  | 19,892 |

### 世帯数の変遷
国勢調査による世帯数の推移。
| 年                 | 世帯数 |
| ------------------ | ------ |
| 1995年（平成7年）  | 9,693  |
| 2000年（平成12年） | 10,114 |
| 2005年（平成17年） | 10,737 |
| 2010年（平成22年） | 11,473 |
| 2015年（平成27年） | 12,099 |
| 2020年（令和2年）  | 12,887 |

## 学区
市立小・中学校に通う場合、学区は以下の通りとなる（2021年8月時点）。
| 丁目           | 番地                                                                 | 小学校                 | 中学校                 |
| -------------- | -------------------------------------------------------------------- | ---------------------- | ---------------------- |
| 阿佐谷南一丁目 | 1～9番、13番 19〜31番 40番1・18〜33号 41〜44番 45番13〜20号          | 杉並区立杉並第六小学校 | 杉並区立阿佐ヶ谷中学校 |
| 阿佐谷南一丁目 | 10～12番、14～18番 32～39番 40番2〜17号 45番1〜12・21〜24号 46〜48番 | 杉並区立杉並第七小学校 | 杉並区立阿佐ヶ谷中学校 |
| 阿佐谷南二丁目 | 12～21番                                                             | 杉並区立杉並第七小学校 | 杉並区立阿佐ヶ谷中学校 |
| 阿佐谷南二丁目 | 1～11番、22～35番                                                    | 杉並区立杉並第六小学校 | 杉並区立阿佐ヶ谷中学校 |
| 阿佐谷南三丁目 | 全域                                                                 | 杉並区立杉並第七小学校 | 杉並区立阿佐ヶ谷中学校 |

## 事業所
2021年（令和3年）現在の経済センサス調査による事業所数と従業員数は以下の通りである。
| 丁目           | 事業所数    | 従業員数 |
| -------------- | ----------- | -------- |
| 阿佐谷南一丁目 | 551事業所   | 5,735人  |
| 阿佐谷南二丁目 | 174事業所   | 1,437人  |
| 阿佐谷南三丁目 | 441事業所   | 3,508人  |
| 計             | 1,166事業所 | 10,680人 |

### 事業者数の変遷
経済センサスによる事業所数の推移。
| 年                 | 事業者数 |
| ------------------ | -------- |
| 2016年（平成28年） | 1,140    |
| 2021年（令和3年）  | 1,166    |

### 従業員数の変遷
経済センサスによる従業員数の推移。
| 年                 | 従業員数 |
| ------------------ | -------- |
| 2016年（平成28年） | 8,601    |
| 2021年（令和3年）  | 10,680   |

## 交通

### 鉄道
| 街区内の駅                                                                                         |
| -------------------------------------------------------------------------------------------------- |
| JR中央線 JR中央・総武線各駅停車 - 阿佐ケ谷駅(JC 06)(JB 07) 東京メトロ丸ノ内線 - 南阿佐ヶ谷駅(M 02) |

### 道路
- 青梅街道(東京都道・埼玉県道4号東京所沢線)
- 中杉通り

## 施設
- 杉並区役所
- 杉並消防署
- 馬橋稲荷神社
- 杉並区立第六小学校
- 杉並区立第七小学校
- 杉並区立阿佐ヶ谷中学校
- 文化学園大学杉並中学校・高等学校
- 私立杉並学院中学校・高等学校（旧：菊華中学校・高等学校）

## その他

### 日本郵便
- 郵便番号 : 166-0004[3]（集配局 : 杉並郵便局[15]）。